# Млынок (Ровненская область)
Млыно́к (укр. Млинок) — село в Заречненской поселковой общине Варашского района Ровненской области Украины. Расположено на реке Стыр.
До 2020 года входило в Заречненский район.
Население по переписи 2001 года составляло 825 человек. Почтовый индекс — 34062. Телефонный код — 3632. Код КОАТУУ — 5622280403.